# Bitwa morska pod Gibraltarem
Bitwa morska w Zatoce Gibraltarskiej – starcie zbrojne, które miało miejsce dnia 25 kwietnia 1607 r. w trakcie wojny osiemdziesięcioletniej. Stronami konfliktu były z jednej strony Republika Zjednoczonych Niderlandów, a z drugiej Hiszpania. Bitwa zakończyła się całkowitym zniszczeniem floty hiszpańskiej zakotwiczonej w Zatoce.

## Siły obu stron
Flota niderlandzka składała się z 21 mniejszych okrętów oraz 4 frachtowców. Całością dowodził admirał Jacob van Heemskerk. Okrętem flagowym Holendrów był Aelous. Inne ważniejsze jednostki to „De Tijger” (Tygrys), „De Zeehond” (Pies Morski), „Griffin”, „De Roode Leeuw” (Czerwony Lew), „De Gouden Leeuw” (Złoty Lew), „De Zwarte Beer” (Czarny Niedźwiedź) i „De Ochtendster” (Gwiazda Poranna).
Hiszpanie dysponowali 21 okrętami wśród nich dziesięcioma większymi galeonami, dowodzonymi przez Juana Alvareza de Avilę. Okrętem flagowym był „San Augustin”. Inne ważniejsze jednostki to „Nuestra Señora de la Vega” (Dama z Vegi) i „Madre de Dios” (Matka Boga).

## Bitwa
Van Heemskerk nakazał kilku swoim okrętom ustawić się u wlotu do zatoki, chcąc uniemożliwić ucieczkę flocie przeciwnika. Atak holenderski wymierzony został w okręt flagowy Avilli. W trakcie walki zginął admirał Van Heemskerk, któremu kula armatnia wystrzelona z hiszpańskiego galeonu urwała nogę. Po śmierci swojego dowódcy Holendrzy zwiększyli liczbę atakujących okrętów zapalając kilka hiszpańskich jednostek. Jeden z większych okrętów hiszpańskich eksplodował po trafieniu przez Holendrów w ładownię prochową. Holendrom udało się także na moment sczepić z flagowym okrętem hiszpańskim, po krótkiej walce atakujący oderwali się od niego, niszcząc go ogniem z dział podobnie jak pozostałe jednostki.
Po zniszczeniu floty hiszpańskiej Holendrzy wysłali łodzie z żołnierzami, którzy zabijali pływających w wodzie Hiszpanów. Holendrzy stracili w walce 100 ludzi, w tym admirała Van Heemskerk, 60 ludzi było rannych. Hiszpanie stracili całą flotę, czyli 21 okrętów, oraz 4000 ludzi w tym Alvareza.